# 2179 Platzeck
A 2179 Platzeck (ideiglenes jelöléssel 1965 MA) a Naprendszer kisbolygóövében található aszteroida. Arnold Richard Klemola fedezte fel 1965. június 28-án.